# Выборы президента Молдовы (2011—2012)
Выборы президента Молдавии в 2011-2012 годах были четвертыми прямыми выборами главы государства в стране. Они состояли из двух туров: первый тур прошёл 28 ноября 2011 года, а второй тур - 16 марта 2012 года. В первом туре голосования ни один из кандидатов не смог получить необходимого большинства в 50% + 1 голос. Лидером первого тура стали Николай Тимофти, набравший 29,37% голосов. Во втором туре Николай Тимофти получил поддержку 51,19% избирателей, что позволило ему стать четвёртым президентом Молдавии. Эти выборы были важны для Молдавии, так как после длительного периода без действующего президента страна смогла восстановить конституционный порядок. Кроме того, они продемонстрировали рост популярности проевропейских сил в стране.